# 柏屋コッコ
柏屋 コッコ（かしわや コッコ、1970年2月7日 - ）は、日本の漫画家。島根県安来市出身。東京都在住。血液型はAB型。女性。

## 略歴
- 1990年、『ぶ〜け』（集英社）でデビュー。
- 1994年、初の連載を機に上京。代表作『柏屋コッコの人生漫才』では自身の人生を切り売りした自虐的ギャグを披露した。
- 2010年、『週刊コミックバンチ』（新潮社）に連載していた『離婚同居』がNHKにてドラマ化。

## 作品リスト
- ラヴ・エスプレッソ（FEEL YOUNG、祥伝社）
- 離婚同居（週刊コミックバンチ、新潮社）
- 赤い糸（原作：メイ、2008年、ゴマブックス）
- 斜陽 コミック版（原作：太宰治、2010年、ホーム社）
- 蜜と毒〜逆恨みの復讐（2018年）
- スイートリベンジ（原案：澤田賢一、2018年、FOD）

など